# Hélder Barbosa
Hélder Barbosa, nome completo Hélder Jorge Leal Rodrigues Barbosa (Paredes, 25 maggio 1987), è un ex calciatore portoghese, di ruolo centrocampista.

## Carriera

### Club
Prodotto del vivaio del Porto, fa il suo esordio in prima squadra nell'ultima giornata della stagione 2005-2006, con i dragões già coronati campioni di Portogallo, che vede la sua squadra affrontare il Boavista fuori casa (match che terminerà 1-1). Barbosa giocherà il secondo tempo, venendo poi sostituito nell'ultimo minuto di gioco.
Per il biennio 2006-2008 Barbosa viene mandato in prestito all'Académica Coimbra, venendo però richiamato alla casa madre nel gennaio 2008 per sostituire Tarik Sektioui partito per la Coppa delle nazioni africane col Marocco
Nella stagione 2008-2009 viene mandato in prestito al Clube Desportivo Trofense, col quale si mette in luce soprattutto per un gol al Benfica che vale alla sua squadra una storica vittoria casalinga per 2-0.
L'anno seguente il Porto lo manda in prestito al Vitória Setùbal col quale va a segno per la prima volta il 31 agosto 2009, nuovamente contro il Benfica, subendo però, in questa occasione, una sonora sconfitta per 8-1.
Nell'estate del 2010 viene acquistato dal Braga, con cui firma un contratto di tre anni, squadra con la quale raggiunge la finale di Europa League (risultato storico per la società) persa poi contro i connazionali del Porto.

### Nazionale
Dopo aver giocato nelle nazionali giovanili portoghesi Under-19 ed Under-21, nel 2012 ha giocato 2 partite in nazionale maggiore.

## Palmarès

### Club

#### Competizioni nazionali
- Campionato portoghese: 1

Porto: 2005-2006
- Coppa di Grecia: 1

AEK Atene: 2015-2016
- Coppa di Turchia: 1

Akhisar Belediyespor: 2017-2018
- Supercoppa di Turchia: 1

Akhisar Belediyespor: 2018
- TFF 1. Lig: 1

Hatayaspor: 2019-2020